# ألوتشي

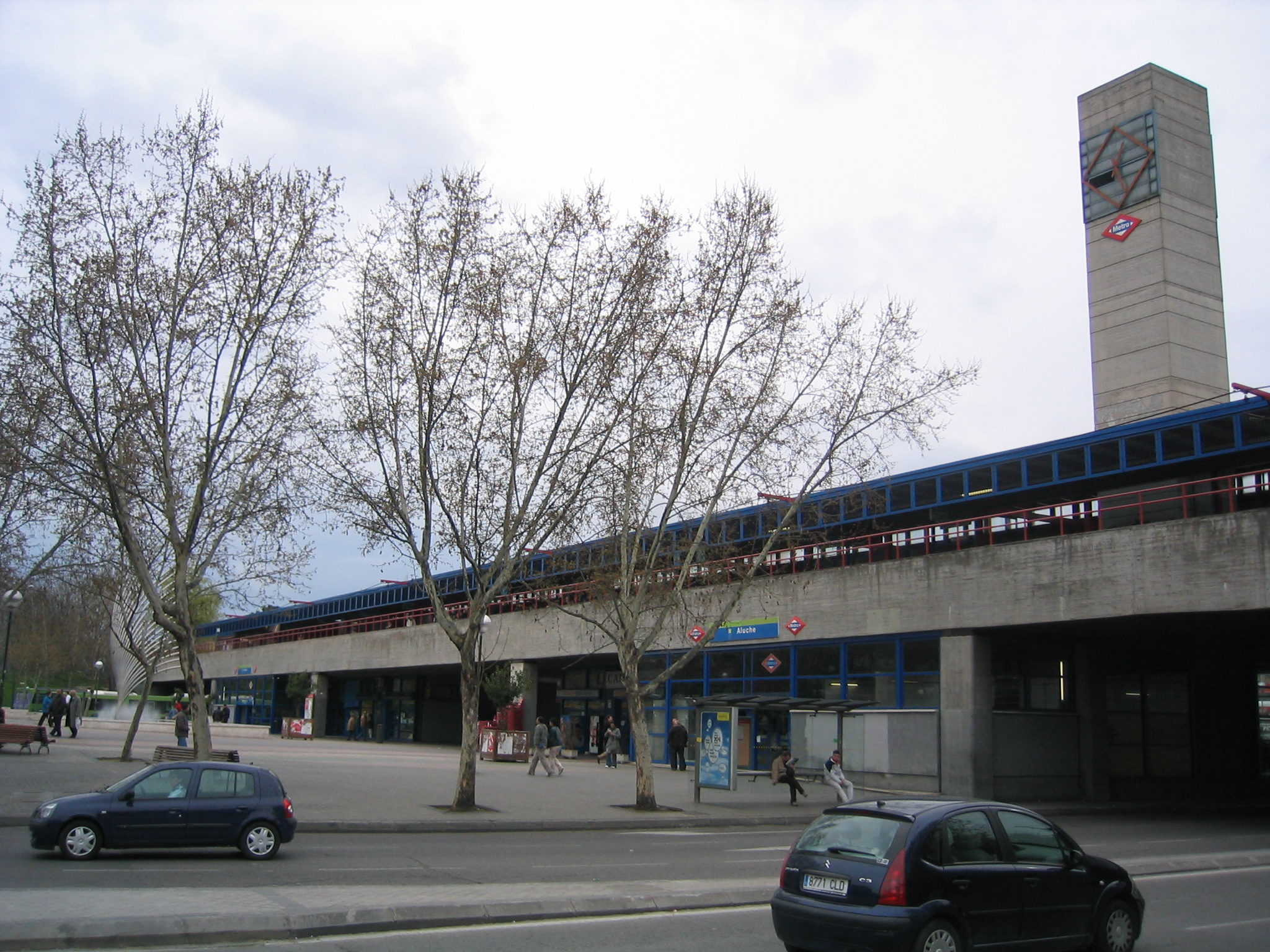
محطة ألوشي بمدريد.

ألوشي (بالإسبانية: Aluche)‏ هو حي يقع في جنوب غرب مدينة مدريد في إسبانيا في مقاطعة لاتينا. وتحده أحياء كامبامينتو ولوس اغيلاس ولوسيرو ولوس كارمينيس وكاربانتشيل.

## وصلات خارجية
- (بالإسبانية) Aluche en Internet